# 卡利·卡特
卡利·卡特（英語：Cali Carter，1990年2月23日—）是一名美國女色情演員，2013年出道。

## 早期生活
卡特出生於加利福尼亞州沙加緬度。她有有兩個哥哥和一個弟弟。她本身擁有德國、愛爾蘭和西班牙的血統。
卡特的第一份工作是在一家披薩店工作，後於16歲時，改在一家漢堡餐館中當接待員。
在進入成人業前，她常將性感照片上傳到網站上；直到2013年2月，她接到一間經紀公司的電話，使她在洛杉磯拍了第一部色情片。

## 個人生活
卡特喜歡在閒暇時間在健身房拍照並健身。此外，她很喜歡養寵物。

## 圖集

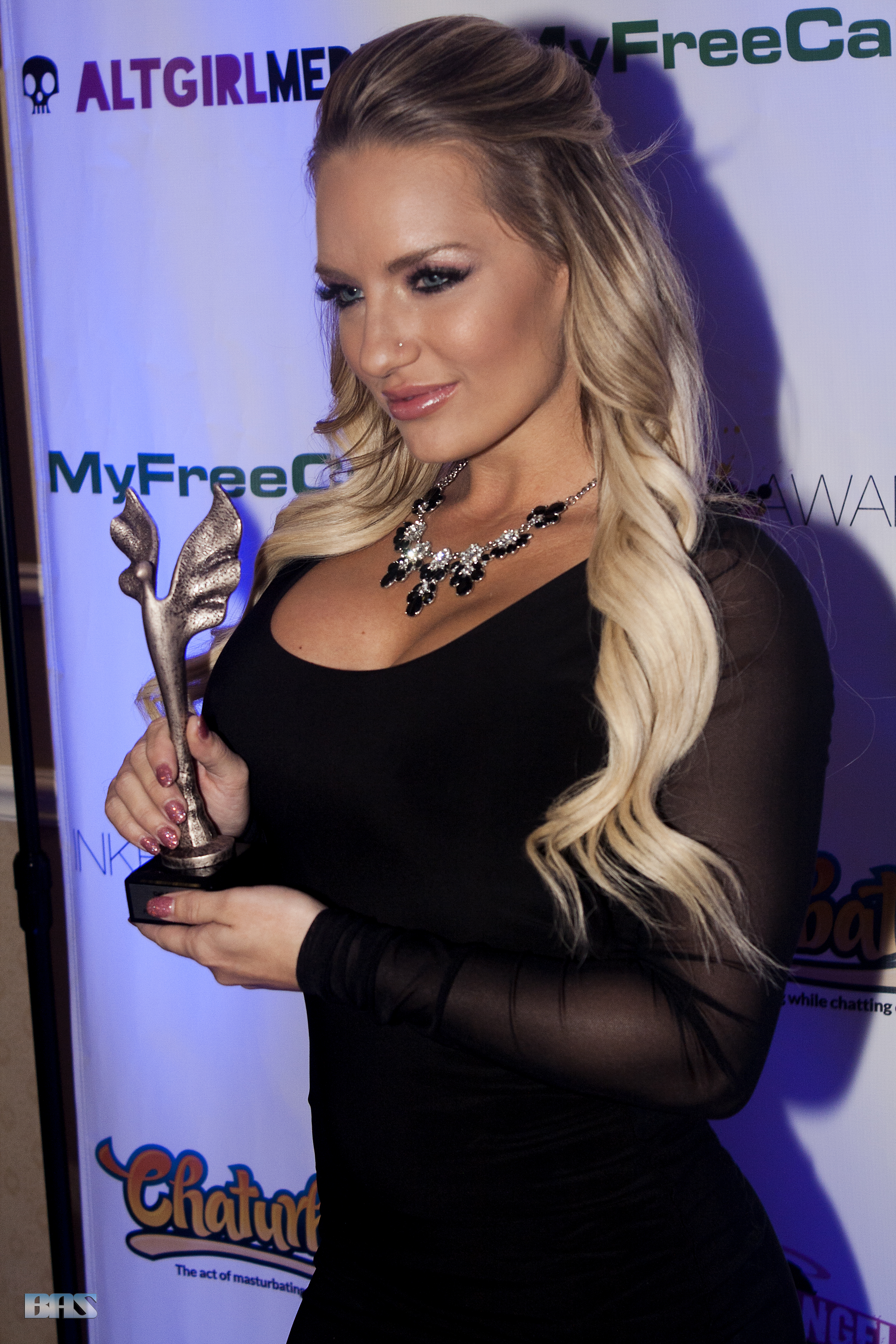
2016年，卡特出席於Inked獎典禮
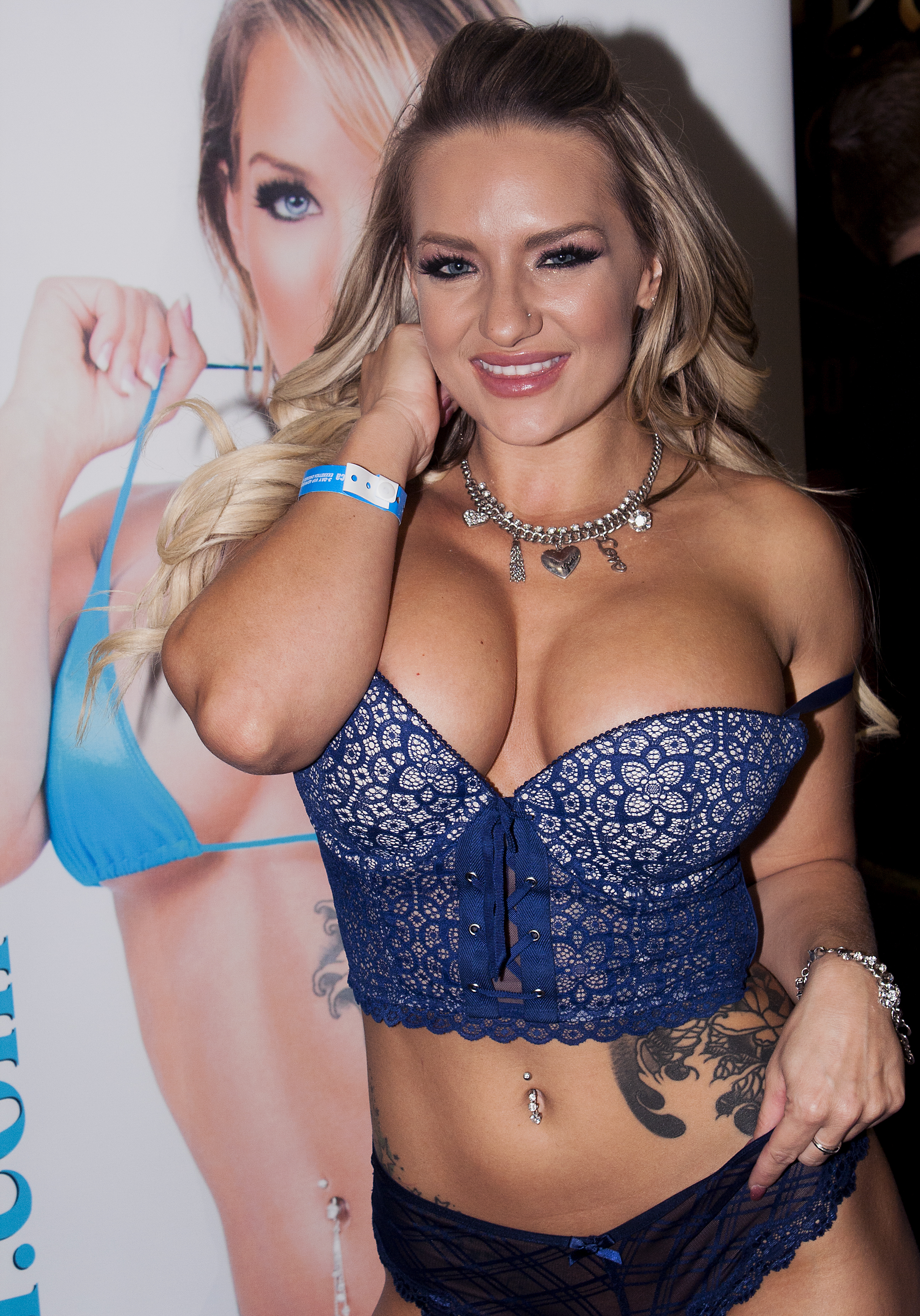
2016年，卡特出席於紐澤西州的Exxxotica
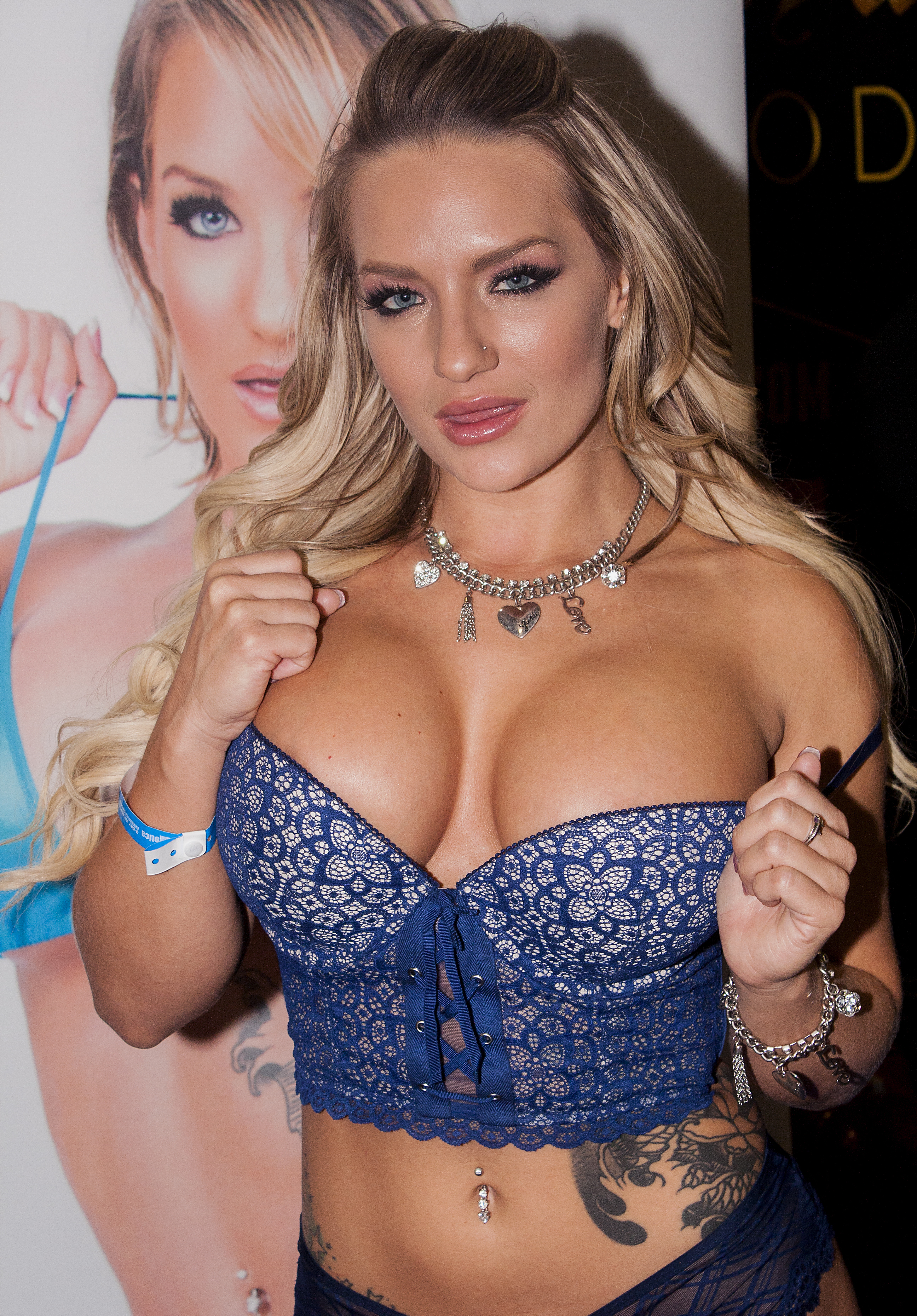
2016年，卡特出席於紐澤西州的Exxxotica

## 外部連結
- 官方网站
- 卡利·卡特在互联网电影资料库（IMDb）上的資料（英文）
- 卡利·卡特的X（前Twitter）
- 卡利·卡特的Instagram帳戶
- Cali Carter在網際網路成人電影資料庫
- 成人電影資料庫上Cali Carter的资料（英文）